# Jānis Blūms
Jānis Blūms (Saldus, 20 de abril de 1982) é um basquetebolista profissional letão que atualmente defende o Tecnyconta Zaragoza na Liga Endesa. O atleta possui 1,91m de estatura e pesa 86kg, atuando na posição armador. Defende a seleção letã desde 2005, tendo jogado também nas categorias de base.